# Riksförbundet Narkotikafritt Samhälle
Riksförbundet Narkotikafritt Samhälle (RNS) är en religiöst och partipolitiskt obunden organisation i Sverige.

## Historia
Organisationen grundades 1969 av socialläkaren Nils Bejerot. Den före detta socialdemokratiske riksdagsmannen och fackföreningsmannen Yngve Persson var ordförande under RNS uppbyggnadsskede under 1970-talet. Sedan slutet av 1970-talet var socionomen Ove Rosengren från Gävle ordförande. Han avgick 2010 och efterträddes då av Per-Erik Lundberg som är polis från Västerås. 2018 efterträddes han av tulltjänstemannen Jessica Vikberg som under många år varit aktiv inom RNS och SNPF (Svenska Narkotikapolisföreningen).

## Verksamhet
RNS arbetar med opinionsbildning och politisk påverkan för en restriktiv narkotikapolitik. RNS lägger stor vikt i projektet Narkotikafri Skola som har till syfte att utveckla skolors narkotikaförebyggande arbete. Genom personalutbildning kring frågor som rör policy, handlingsplan, rutiner och samarbetsmodeller vill man stärka möjlighetet för tidig upptäckt och tidigt ingripande mot ungdomars droganvändande. 
RNS arbetar på bred front genom att driva opinionsarbete och politisk påverkan för en restriktiv narkotikapolitik. De anordnar seminarier för föräldrar, skolor, företag och föreningar. Organisationen har haft inflytande på svensk narkotikapolitik, drivit fram nya lagar och myndighetsrutiner och var en av organisationerna som fick Sveriges riksdag att 1988 kriminalisera eget bruk av narkotika. RNS samarbetar bland annat med organisationerna Föräldraföreningen mot narkotika, KRIS och IOGT-NTO, och med stöd av Sida även med liknande organisationer i ett flertal länder.

## Prioriteringar
RNS anser att följande frågor bör prioriteras: 
- Bruket är narkotikaproblemets kärna. Upprätthåll förbudet och FN:s narkotikakonventioner.
- För att minska missbruk och skadeverkningar behöver nyrekryteringen av narkotikakonsumenter minska. Arbeta aktivt för att skola, arbetsplats, trafiken och krogen ska vara drogfria miljöer.
- Förbättrad vård och behandling.
- Snabbare och effektivare klassning av ny narkotika.

RNS kräver bland annat att polisens narkotikabekämpning prioriterar konsumtionsbrott för att störa och begränsa den lokala marknaden och spridningen, att trafikövervakning prioriteras för att upptäcka personer som kör drogpåverkade. RNS vill också ha mer forskning, till exempel att socialtjänstens metoder skall vara strukturerade och ha stöd i vetenskap och beprövad erfarenhet.
Drogfria fängelser är också ett välkänt krav.
Substitutionsbehandling för heroinister accepteras om de omgärdas av rigorösa kontroller, i fallet med subutex vill man ha samma stränga regler som för metadon.
RNS vill ha frivilliga (slumpmässiga) och misstankegrundade drogtester i skolan; att drogtester i trafiken skall vara en del av polisens rutinarbete och att arbetsmarknadens parter skall ta narkotikafrågan på större allvar (bland annat av arbetsmiljöskäl) och framhåller vikten av att utarbeta av en policy på varje arbetsplats - önskningsvärt anses det vara med information, rutinmässiga tester och rehabilitering.

## Kritik
I en debattartikel skriven 2005 av Svenska Brukarföreningen kritiserades RNS, FMN och en rad andra organisationer för att vara präglade av ideologiska ställningstaganden och för att vara dogmatiska och även motsätta sig kunskaps- och erfarenhetsmässigt grundade rekommendationer från Socialstyrelsen i syfte att minska dödligheten bland narkomaner.
Tim Boekhout van Solinge, eller rättare sagt, den nederländska regeringen, fick efter Sveriges inträde i EU en inbjudan att studera "Sveriges framgångsrika narkotikapolitik" vilket han gjorde till en rapport 1997. Hans omdöme om riksförbundet, som identifieras som en betydelsefull kraft bakom den repressiva politiken, var att det var "en folkrörelse med en tämligen revolutionär och konfrontativ karaktär" och han lyfte fram Bejerots en gång egna beskrivning av organisationen som en gerillarörelse för att illustrera dess förmåga att skickligt driva folkliga opinioner i kraft av sin aktiva medlemsbas.
År 2002 antog riksdagen ett nytt handlingsprogram mot narkotika med ett narkotikafritt samhälle som ett långsiktigt mål. Samtidigt startades projektet Mobilisering mot narkotika. Riksdagsbesluten innebar, förutom en rad forskningsprojekt, även att en typ av åtgärder som tidigare enbart förekommit i några lokala och begränsad försöksverksamheter blev mer generellt tillåtna.  Det blev nu upp till respektive landsting att besluta om (sprututbyte och underhållsbehandling), trots kritik från bland annat RNS. I samband med att projektet Mobilisering mot narkotika lades ned vid årsskiftet 2008 och socialminister Maria Larsson flaggade för att ge frivilligorganisationerna större inflytande över narkotikapolitiken uttryckte den avgående projektledaren Björn Fries sin oro för att svensk narkotikapolitik skall "gå baklänges mot en ökad ideologisering" i motsats till den kunskapsbejakande inriktning han ansåg Mobilisering stod för. Suckande exemplifierade med meningen: "Tillbaka till RNS och sådana...".